# Piedmont (Québec)
Pour les articles homonymes, voir Piedmont.
Piedmont est une municipalité canadienne du Québec située dans la MRC des Pays-d'en-Haut, dans la région des Laurentides.  

## Histoire
Le service de police à Piedmont était jusqu'en octobre 2009 desservi par la Régie intermunicipale de police de la Rivière-du-Nord. Le service est depuis assumé par la Sureté du Québec.

## Géographie
Le nom de cette localité provient du terme géographique piémont qui désigne une vaste plaine située aux pieds d'un massif montagneux, dans le cas présent, les montagnes des Laurentides. La rivière du Nord traverse la municipalité du nord-ouest vers le sud-est. La rivière à Simon, qui délimite le nord-ouest de la municipalité, coule vers le nord-est jusqu'à sa confluence avec la rivière du Nord.

## Démographie
| 1991  | 1996  | 2001  | 2006  | 2011  | 2016  | 2021  |
| ----- | ----- | ----- | ----- | ----- | ----- | ----- |
| 1 462 | 1 862 | 2 122 | 2 386 | 2 721 | 2 950 | 3 476 |

## Administration

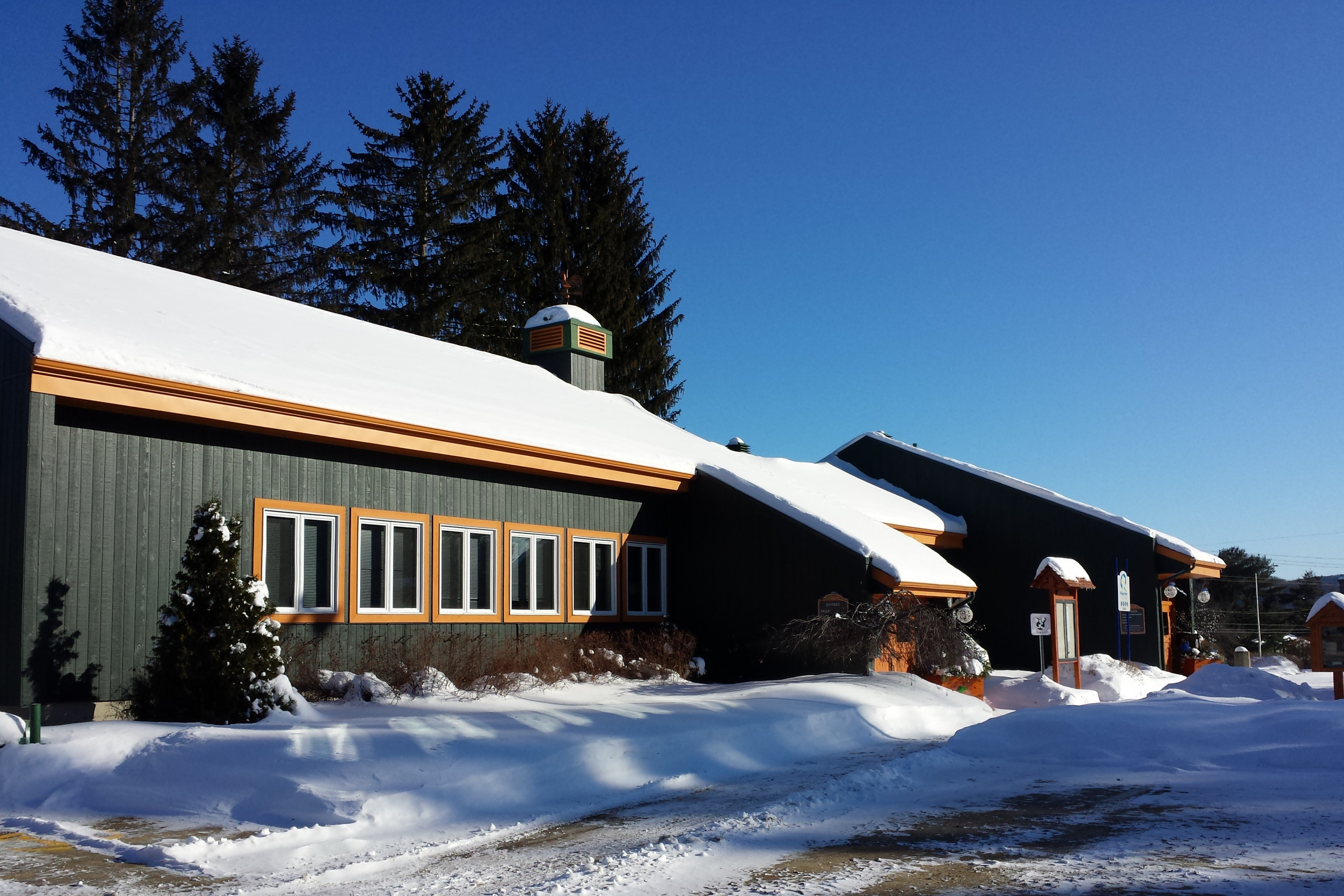
Mairie de Piedmont

Les élections municipales se font en bloc pour le maire et les six conseillers.
| Piedmont Maires depuis 2003                                                                                          |                     |                 |          |
| Élection | Maire               | Qualité         | Résultat |
| 2003 | Maurice Charbonneau |                 | Voir     |
| 2005 | Clément Cardin      |                 | Voir     |
| 2009 | Clément Cardin      | Voir            |          |
| 2013 | Clément Cardin      | Voir            |          |
| 2017 | Nathalie Rochon     |                 | Voir     |
| 2021 | Nathalie Rochon     | Voir            |          |
| mars 2022 | Richard Valois      | Maire suppléant | Voir     |
| juin 2022 | Martin Nadon        |                 | Voir     |
| Élection partielle en italique Depuis 2005, les élections sont simultanées dans toutes les municipalités québécoises |                     |                 |          |

## Éducation
La Commission scolaire Sir Wilfrid Laurier géré des écoles anglophones:
- École primaire Morin-Heights (servi a une partie) à Morin-Heights[6]
- École primaire Sainte-Adèle (servi a une partie) à Sainte-Adèle[7]

## Galerie photos
|  |